# Oval Piston
Oval Piston is de naam voor viertaktmotoren van de Honda NR-modellen NR 500 en NR 750 (motorfietsen). De motor is tot ca. 1994 verkocht voor een toenmalige prijs van ca. 144.000 guldens. Tevens werden er zeer dure materialen toegepast zoals magnesium en kevlar.
Deze hadden ovale zuigers, toegepast op de Honda NR modellen. Deze ovale zuigers moesten eigenlijk een achtcilinder nabootsen, terwijl slechts vier cilinders in de wegrace (500 cc) waren toegestaan. Overigens werden ovale zuigers al in de Eerste Wereldoorlog getest (voor de stermotoren van vliegtuigen) en in 1924 toegepast door Triumph in een 550 cc eencilinder.